# Bytownita
La bytownita és el membre ric en calci de la solució sòlida de la plagiòclasi; presenta una composició intermèdia entre l'anortita i la labradorita. Sol definir-se com un mineral que conté entre 70 i 90%An i es representa per la seva fórmula: (Ca0.7-0.9,Na0.3-0.1)[Al(Al,Si)Si₂O₈]). Tal com passa amb els altres membres de la sèrie, la bytownita forma cristalls triclínics grisos o blancs que sovint mostren el maclat típic de la plagiòclasi i les estries associades a aquest. Tot i que algunes classificacions citen la bytownita com a varietat de l'anortita, altres la classifiquen com un mineral independent.
El mineral original, una substància blanca-verdosa, va trobar-se prop de Bytown (a l'actual Ottawa). Els espècimens originals són extremadament rars o directament no es troben en col·leccions. Moltes de les peces amb qualitat gemma d'alguns feldespats s'atribueixen falsament a la localitat tipus de la bytownita.

## Característiques
La bytownita és un mineral que cristal·litza al sistema triclínic; presenta unes coloracions que poden oscil·lar entre el blanc i el gris o fins i tot ser incolor. Presenta una duresa en l'escala de Mohs de'entre 6 i 6,5 i una ratlla blanca. La lluïssor és subvítria.
Segons la classificació de Nickel-Strunz, la bytownita pertany a «09.FA - Tectosilicats sense H₂O zeolítica, sense anions addicionals no tetraèdrics» juntament amb els següents minerals: kaliofil·lita, kalsilita, nefelina, panunzita, trikalsilita, yoshiokaïta, megakalsilita, malinkoïta, virgilita, lisitsynita, adularia, buddingtonita, celsiana, hialofana, microclina, ortosa, sanidina, rubiclina, monalbita, albita, andesina, anorthita, anortoclasa, labradorita, oligoclasa, reedmergnerita, paracelsiana, svyatoslavita, kumdykolita, slawsonita, lisetita, banalsita, stronalsita, danburita, maleevita, pekovita, lingunita i kokchetavita.

## Formació i jaciments
La bytownita és un mineral formador de roques, típicament roques màfiques intrusives com ara gabres o anortosites; també es troba en forma de fenocristalls en basalts. És rara en roques metamòrfiques. S'ha trobat associada a piroxens i olivina.
La bytownita és un dels feldespats menys identificats, però malgrat això, segueix sent bastant freqüent. S'ha descrit al Canadà; a Escòcia; a Anglaterra; a Noruega; Groenlàndia; Sud-àfrica; els EUA i a Austràlia.